# コークスクリュー (スノーボード)
コークスクリュー（英語: corkscrew）は、スノーボードにおける技（トリック）の一種である。
3Dトリックの中のひとつで、難易度は高いとされる。横回転でバックスピンを行うトリックであるが、回転時に回転軸をずらすことにより、軸を縦でなく斜めにする。これにより板（ボード）の位置が自分の肩より上にある状態で回転する形となる。
元来は、ボードの向きを正面にした状態で斜面と平行に回転する回転系トリックだったといわれている。しかし、次第に縦回転が無い3D系の横回転トリックのを総称としてコークスクリューを用いるようになったとされる。
類似のものとしてミスティー・フリップがあるが、ミスティー・フリップの方には、一般的に縦方向の回転を含んでいる。